# Crataegus opulens
Crataegus opulens är en rosväxtart som beskrevs av Charles Sprague Sargent. Crataegus opulens ingår i Hagtornssläktet som ingår i familjen rosväxter. Inga underarter finns listade i Catalogue of Life.